# مچان (سرباز)
مچان روستایی در دهستان مچان بخش کیشکور شهرستان سرباز استان سیستان و بلوچستان ایران است.

## جمعیت
بر پایه سرشماری عمومی نفوس و مسکن در سال ۱۴۰۱ جمعیت این روستا بیش از  ۴۲۰ نفر بوده‌است.